# Atletica leggera alla XXX Universiade - 110 metri ostacoli
La specialità dei 110 metri ostacoli maschili alla Universiade di Napoli 2019 si è svolta tra l'11 ed il 12 luglio 2019.

## Podio
| Oro     | Gabriel Constantino Brasile |
| Argento | Wilhem Belocian Francia     |
| Bronzo  | Shunsuke Izumiya Giappone   |

## Risultati

### Batterie
Passano alle semifinali i primi tre atleti di ogni batteria (Q) e i quattro atleti con i migliori tempi tra gli esclusi (q).

Vento:

Batteria 1: +0,3 m/s, Batteria 2: -0,9 m/s, Batteria 3: -1,3 m/s, Batteria 4: -1,3 m/s
| Posizione | Batteria | Nome                    | Nazione        | Tempo | Note                                     |
| --------- | -------- | ----------------------- | -------------- | ----- | ---------------------------------------- |
| 1         | 3        | Wilhem Belocian         | Francia        | 13.57 | Q                                        |
| 2         | 4        | Gabriel Constantino     | Brasile        | 13.58 | Q                                        |
| 3         | 4        | Shunsuke Izumiya        | Giappone       | 13.64 | Q                                        |
| 4         | 1        | Lorenzo Perini          | Italia         | 13.65 | Q                                        |
| 5         | 1        | Valdó Szűcs             | Ungheria       | 13.71 | Q                                        |
| 6         | 4        | David Yefremov          | Kazakistan     | 13.71 | Q,                                       |
| 7         | 1        | Nicholas Andrews        | Australia      | 13.76 | Q,                                       |
| 8         | 3        | Joey Daniels            | Canada         | 13.80 | Q                                        |
| 9         | 4        | Khai Riley-Laborde      | Regno Unito    | 13.80 | q                                        |
| 10        | 2        | Yang Wei-ting           | Taipei Cinese  | 13.87 | Q                                        |
| 11        | 2        | Paulo Henrique da Silva | Brasile        | 13.89 | Q                                        |
| 12        | 4        | Kim Gyeong-tae          | Corea del Sud  | 13.97 | q,                                       |
| 13        | 2        | Ludovic Payen           | Francia        | 14.06 | Q                                        |
| 14        | 3        | Joshua Hawkins          | Nuova Zelanda  | 14.09 | Q                                        |
| 15        | 1        | Shane Moffo             | Canada         | 14.09 | q                                        |
| 16        | 2        | Jacob McCorry           | Australia      | 14.10 | q                                        |
| 17        | 4        | Cosmin Ilie Dumitrache  | Romania        | 14.14 |                                          |
| 18        | 1        | Job Beintema            | Paesi Bassi    | 14.22 |                                          |
| 19        | 3        | Tiaan Kleynhans         | Sudafrica      | 14.25 |                                          |
| 20        | 2        | Miguel Perera           | Regno Unito    | 14.32 |                                          |
| 21        | 3        | Matthew Behan           | Irlanda        | 14.45 |                                          |
| 22        | 2        | Vyacheslav Zems         | Kazakistan     | 14.47 | Miglior prestazione personale stagionale |
| 23        | 1        | Rapolas Saulius         | Lituania       | 14.49 |                                          |
| 24        | 2        | Roshan Ranatungage      | Sri Lanka      | 14.54 |                                          |
| 25        | 3        | Cheang Chan Fai         | Macao          | 15.32 |                                          |
| 26        | 3        | Franco Mavolo           | Argentina      | 15.49 |                                          |
|           | 4        | Hassan Al-Jumah         | Arabia Saudita | DNF   |                                          |

### Semifinali
Passano in finale i primi tre atleti di ogni batteria (Q) e i due atleti con i migliori tempi tra gli esclusi (q).

Vento:

Batteria 1: -0,2 m/s, Batteria 2: -0,6 m/s
| Posizione | Batteria | Nome                    | Nazione       | Tempo | Note                                     |
| --------- | -------- | ----------------------- | ------------- | ----- | ---------------------------------------- |
| 1         | 1        | Gabriel Constantino     | Brasile       | 13.39 | Q                                        |
| 2         | 1        | Lorenzo Perini          | Italia        | 13.46 | Q,                                       |
| 3         | 2        | Wilhem Belocian         | Francia       | 13.47 | Q                                        |
| 4         | 2        | Shunsuke Izumiya        | Giappone      | 13.59 | Q                                        |
| 5         | 1        | Ludovic Payen           | Francia       | 13.71 | Q                                        |
| 6         | 2        | Paulo Henrique da Silva | Brasile       | 13.76 | Q                                        |
| 7         | 2        | Yang Wei-ting           | Taipei Cinese | 13.84 | q                                        |
| 8         | 1        | Valdó Szűcs             | Ungheria      | 13.85 | q                                        |
| 9         | 1        | Nicholas Andrews        | Australia     | 13.86 |                                          |
| 10        | 2        | Joshua Hawkins          | Nuova Zelanda | 13.92 | Miglior prestazione personale stagionale |
| 11        | 2        | Jacob McCorry           | Australia     | 13.93 |                                          |
| 12        | 1        | Khai Riley-Laborde      | Regno Unito   | 13.94 |                                          |
| 13        | 1        | Kim Gyeong-tae          | Corea del Sud | 13.94 | Miglior prestazione personale            |
| 14        | 1        | Joey Daniels            | Canada        | 14.15 |                                          |
| 15        | 2        | Shane Moffo             | Canada        | 27.40 |                                          |
|           | 2        | David Yefremov          | Kazakistan    | DNF   |                                          |

### Finale
| Pos. | Corsia | Nome                    | Nazione       | Tempo           | Note                                     |
| ---- | ------ | ----------------------- | ------------- | --------------- | ---------------------------------------- |
|      | 4      | Gabriel Constantino     | Brasile       | 13"22           |                                          |
|      | 6      | Wilhem Belocian         | Francia       | 13"30           | Miglior prestazione personale stagionale |
|      | 3      | Shunsuke Izumiya        | Giappone      | 13"49           |                                          |
| 4    | 5      | Lorenzo Perini          | Italia        | 13"50           |                                          |
| 5    | 7      | Ludovic Payen           | Francia       | 13"57           |                                          |
| 6    | 1      | Yang Wei-ting           | Taipei Cinese | 13"69           | Miglior prestazione personale stagionale |
| 7    | 8      | Paulo Henrique da Silva | Brasile       | 13"76           |                                          |
| 8    | 2      | Valdó Szűcs             | Ungheria      | 13"77           |                                          |
|      |        |                         |               | Vento: +0,1 m/s |                                          |